# Berecche e la guerra
Berecche e la guerra è un racconto scritto da Luigi Pirandello nel 1915, poi rielaborato nel 1919 e infine incluso nelle Novelle per un anno.

## Storia editoriale

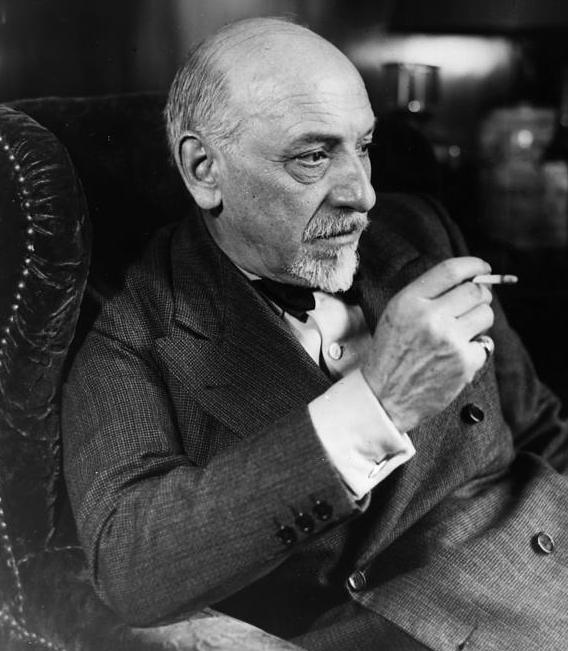
L'autore negli ultimi anni di vita

La prima versione della novella Berecche e la guerra fu scritta nel 1915, nei mesi precedenti l'ingresso dell'Italia nella prima guerra mondiale, ma venne poi rielaborata dall'autore e raggiunse la sua forma compiuta solo nel 1919. Fu successivamente ripubblicata nel 1934 nel XIV volume delle Novelle per un anno, al quale dà il titolo. La novella è composta da otto capitoli: "La birreria", "Di sera, per via", "La guerra sulla carta", "La guerra in famiglia", "La guerra nel mondo", "Il signor Livo Truppel", "Berecche ragiona", "Nel bujo".

## Trama
La novella racconta la vita di un professore di storia, Federico Berecche, che sin da piccolo aveva una vera e propria passione per la Germania e il suo popolo. I suoi principi vengono annientati quando la Germania, affiancata dall'Austria, attacca l'Europa, dando inizio alla Prima Guerra Mondiale. Prima della guerra, i suoi ideali erano sostenuti da tutti, ma successivamente alla guerra perde il sostegno della famiglia, in quanto il fidanzato della figlia era in guerra, la moglie lo accusa per averle dato una vita priva di emozioni. Inoltre, la sua situazione peggiora con la notizia della scomparsa dei fratelli del fidanzato di sua figlia.
La sua famiglia attraversa un momento di difficoltà e, nel frattempo, suo figlio Faustino inizia a frequentare la Facoltà di Lettere e si trova a partecipare in un corteo dove i manifestanti gridano "Viva la Francia, viva il Belgio", in opposizione all'amata Germania di suo padre. Così Berecche rimane nel suo studio, deluso da suo figlio, a riflettere su una domanda che gli tormenta la mente: "Ma cosa resterà di oggi, delle atrocità, del sangue, dei drammi dei popoli? Qualche riga di un libro di storia?".
La situazione diventa tragica quando il figlio Fausto non ritorna a casa per molte notti: Berecche cade nella disperazione, ma, pochi giorni dopo, arriva una carta scritta dal figlio informando la famiglia che si trova in Francia per combattere e dimostrare il valore della gioventù italiana.
Berecche è costretto ad ammettere l'insensatezza della Germania nella guerra e, nella sua esasperazione, prova ad arruolarsi nel reparto di fanteria volontaria, ma, mentre si esercita montando un cavallo, cade e si ferisce gravemente. Ritornato a casa dopo convalescenza in ospedale, troverà il conforto della figlioletta Margheritina, cieca dalla nascita. 

## Edizioni
- Berecche e la guerra, Milano, Mondadori, 1934, «Novelle per un anno», vol. XIV.
- Novelle per un anno. Berecche e la guerra, a cura di C. Simioni, Milano, Mondadori, 1969, collana «Meridiani».